# Jesús Ángel González Arias
Jesús Ángel González Arias (ur. 1955 w Tolimie, zm. 20 czerwca 1996 w Porvenir w gminie El Paujíl) – kolumbijski prawnik i polityk.
Był gubernatorem departamentu Caquetá od 1 stycznia 1995 roku do 20 czerwca 1996 roku, gdy został zamordowany przez Rewolucyjne Siły Zbrojne Kolumbii – Armię Ludową (FARC-EP).

## Życiorys
Urodzony w Tolimie. Ukończył studia prawnicze na Wolnym Uniwersytecie w Bogocie. Był radnym Florencii i El Doncello oraz radnym Zgromadzenia Departamentu Caquetá, któremu przewodniczył. Następnie został sekretarzem lokalnego rządu oraz dyrektorem ds. ruchu i transportu Departamentu Caquetá z ramienia Partii Liberalnej.
Został wybrany na gubernatora Caquetá w 1995 roku jako część koalicji Partii Liberalnej, Partii Konserwatywnej i Ruchu Chrześcijańskiego. Jako gubernator zajmował się budową autostrady Florencia–Altamira, programami mieszkaniowymi i elektryfikacją. Wyraził poparcie dla utworzenia przez rząd centralny specjalnych stref porządku publicznego, co mogło być przyczyną jego śmierci.

### Zabójstwo
W godzinach porannych 20 czerwca 1996 roku został zamordowany wraz ze swoim kierowcą Orlando Garcíą we wsi Porvenir w gminie El Paujíl, gdy jechał, aby zaangażować się w uwolnienie liberalnego posła Rodrigo Turbay Cote, który został porwany przez FARC-EP. Gubernator udał się na miejsce bez ochroniarzy. Według doniesień rządowych padł ofiarą pułapki zastawionej przez grupę FARC-EP, która zwabiła go w górzysty rejon uzasadniając to chęcią negocjacji w sprawie uwolnienia partyjnego kolegi. Zdaniem rządu bojownicy w rzeczywistości od początku chcieli go zamordować za wsparcie tworzenia stref porządku publicznego.
Poszukiwania zaginionego polityka rozpoczęły się rankiem 21 czerwca. Około godziny 19:00 funkcjonariusz lokalnej policji znalazł ciało gubernatora z pięcioma kulami oraz ciało jego kierowcy. Policjant powiadomił o znalezisku generała Néstora Ramíreza Mejíę oraz przedstawicieli prokuratury. Funkcjonariusze Korpusu Dochodzeń Technicznych odmówili jednak przyjazdu na miejsce zabójstwa w obawie o możliwość ponownego ataku przez partyzantów. Przewiezienia ciał podjął się kierowca karetki ze szpitala El Paujíl, który tego samego wieczora przetransportował je do miasta, gdzie potwierdzono tożsamość ofiar zamachu.

## Życie prywatne
Mieszkał we Florencii. Żonaty z Raquel Garcíą Méndez, miał troje dzieci: Harry'ego, Andrésa Felipe i Marcelę. Harry w latach 2014–2022 był przedstawicielem Caquety w Izbie Reprezentantów. 20 czerwca 2013 roku, w 17. rocznicę śmierci swojego ojca, zwrócił się do Biura Prokuratora Generalnego o uznanie jego morderstwa za zbrodnię przeciwko ludzkości.

## Upamiętnienie
Jego imieniem nazwano Dom Kultury w El Doncello oraz mały plac mieszczący siedzibę administracji departamentu. 20 czerwca 2016 roku, w 20. rocznicę śmierci gubernatora, na placu zorganizowano mszę świętą ku jego pamięci. Trzy dni później w Centrum Biznesu i Przedsiębiorczości Izby Handlowej we Florencii odbyła się dyskusja dotycząca jego dziedzictwa politycznego.